# Cidade Febril
Cidade febril: cortiços e epidemias na corte imperial é um livro do historiador brasileiro Sidney Chalhoub publicado pela primeira vez no ano de 1996, pela editora Companhia das Letras.

## Obra
O livro publicado em 1996, trata-se de um estudo do historiador Sidney Chalhoub que tem a cidade do Rio de Janeiro como palco principal. É retratada na publicação a atuação dos médicos sanitaristas em meio a epidemia de febre amarela - que possui o mosquito Aedes aegypti como vetor da doença - que ocorria na sociedade carioca nos séculos XIX e XX.
No enfrentamento a epidemia, o governo teve diversas reações ora negacionista, ora tentando combater a doença. Uma das medidas foi a criação da Junta Central de Higiene Pública, o primeiro órgão do governo imperial responsável por gerir de maneira centralizada a contenção do avanço da epidemia e criar uma série de políticas públicas e ações estatais para enfrentá-las.
O livro ainda conta o viés higienista urbano das ações no enfrentamento da epidemia na então capital do país. Como política pública existiu o enfretamento aos cortiços - moradias populares de habitação coletiva que possuem diversas áreas de uso comum, como lavanderias - que na visão do governo ajudavam na dispersão do vírus na sociedade, devido ao contato de inúmeras pessoas. A mudança dos cortiços da região central do Rio, fez com que a política urbana da cidade mudasse, quebrando paradigmas como o alargamento das avenidas cariocas. A população negra também foi tirada dessas locações da região central, já que eram as pessoas que costumavam morar nessas habitações.

## Prêmios
No ano de 1997, o livro venceu o Prêmio Jabuti na categoria Ensaio. O Prêmio Jabuti é considerado o principal prêmio literário do país.